# Joseph Minala

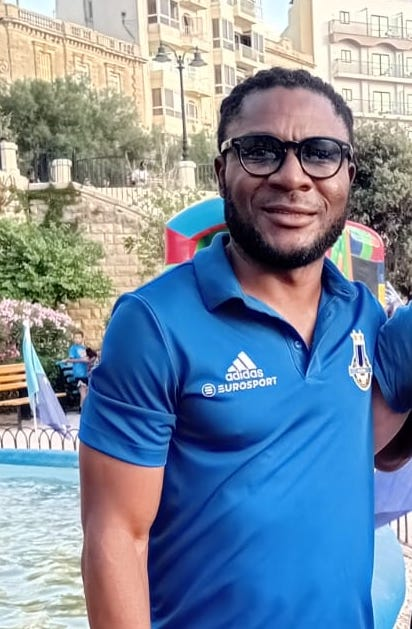
Minala en 2024

Joseph-Marie Minala (nacido el 24 de agosto de 1996) es un futbolista camerunés que juega como mediocampista en el Sliema Wanderers FC de la Premier League de Malta.

## Trayectoria

### Carrera temprana
Minala comenzó a jugar para el club amateur Vigor Perconti y atrajo la atención del Napoli, quien le dio una prueba de dos meses. Fue descubierto por los exploradores de la Lazio en 2013, mientras representaba a la región de Lazio en el Trofeo delle Regioni. Se unió al club en el verano de 2013.
A principios de 2014, Minala fue noticia cuando varias partes cuestionaron públicamente su edad. Tanto la Lazio como el jugador negaron las afirmaciones. En mayo de 2014, la Federación Italiana de Fútbol completó su investigación sobre los reclamos, confirmando la precisión de su edad dada y anunciando que no se tomarían medidas disciplinarias contra él o la Lazio.

### Lazio
Minala irrumpió en la categoría absoluta de la Lazio el 16 de marzo de 2014, cuando fue suplente no utilizado en el partido contra el Cagliari. Luego hizo su debut completo en la Serie A el 6 de abril, reemplazando a Senad Lulić durante los últimos 13 minutos de una victoria por 2-0 en casa contra la Sampdoria.
El 25 de agosto de 2014, Minala fue cedido al Bari de la Serie B para la temporada 2014-15. El 13 de diciembre, como suplente en el minuto 73 de Marco Augusto Romizi, marcó el primer gol de su carrera, el decisivo en el último minuto en una victoria a domicilio sobre el Cittadella. Marcó dos goles más, y también fue expulsado dos veces.
Minala fue cedido nuevamente a un equipo de la Serie B, Latina, el 6 de julio de 2015. Hizo su debut el 9 de agosto, comenzando con una derrota en casa por 4-1 ante el equipo de la Serie C, Pavia, en la primera ronda de la Copa Italia. Marcó su primer gol para el equipo el 27 de octubre, empatando en la derrota por 2-1 ante Ternana en el Stadio Domenico Francioni. En enero de 2016, se reincorporó al Bari.
El 21 de enero de 2017, Minala fichó cedido por el Salernitana de la Serie B con opción de compra. Dos años más tarde, regresó cedido al mismo club por el resto de la temporada.
Minala firmó cedido al Qingdao Huanghai de la Superliga de China el 28 de febrero de 2020, hasta fin de año.

### Luchese
El 26 de octubre de 2021, Minala fichó por el Lucchese de la Serie C hasta final de temporada.

## Selección nacional
Minala jugó para Camerún en el nivel sub-23 en su fallida campaña de clasificación para la Copa Africana de Naciones Sub-23 de 2015. Marcó contra Sierra Leona en el empate 1-1 el 30 de mayo de 2015, pero Camerún fue eliminado en la segunda ronda por goles de visitante.